# Ла-Альмунія-де-Донья-Годіна
Ла-Альмунія-де-Донья-Годіна (ісп. La Almunia de Doña Godina) — муніципалітет в Іспанії, у складі автономної спільноти Арагон, у провінції Сарагоса. Населення — 7802 особи (2010).
Муніципалітет розташований на відстані близько 230 км на північний схід від Мадрида, 45 км на південний захід від Сарагоси.

## Демографія
Динаміка населення (INE ):

## Галерея зображень

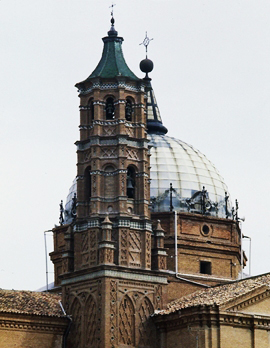
Церква Нуестра-Сеньйора-де-ла-Асунсьйон
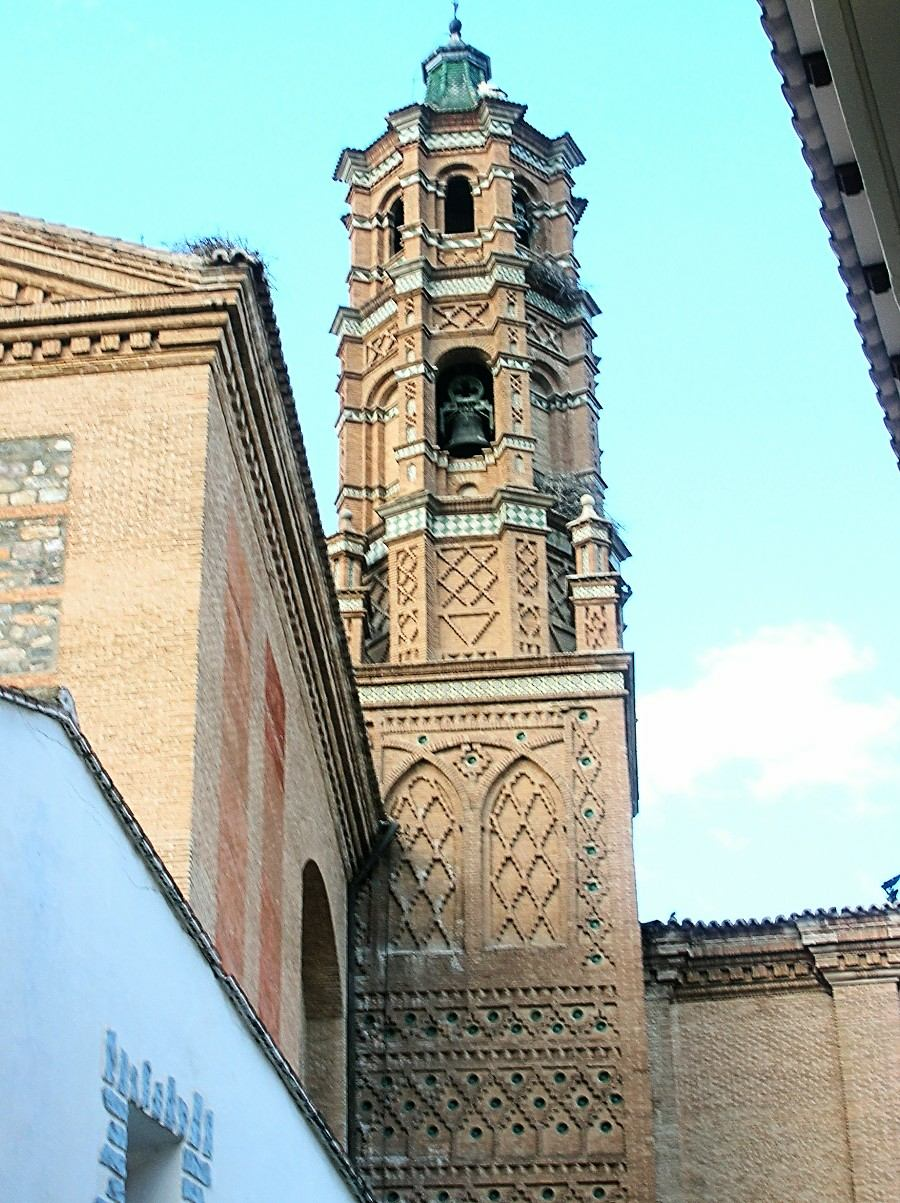
Дзвіниця церкви Нуестра-Сеньйора-де-ла-Асунсьйон у стилі мудехар